# Mario Beccaria
Mario Beccaria (Sant’Angelo Lodigiano, Lodi megye, Lombardia, 1920. június 18. – 2003. november 22.) olasz politikus. A Democrazia Cristiana párt tagja.
Sant'Angelo Lodigiano-ban halála után utcát neveztek el róla.